# 乌额格其苏木
乌额格其苏木是中华人民共和国内蒙古自治区通辽市扎鲁特旗下辖的一个苏木。
2012年1月20日，内蒙古自治区人民政府批复同意从嘎亥图镇划出部分区域，设置乌额格其苏木，辖华杰、乌额格其、巴彦花、巴彦淖尔、塔格他图、巴格碑、胡杰、额默勒花、巴彦绍荣、宝力根花10个嘎查，驻华杰。

## 行政区划
乌额格其苏木下辖以下村级行政区划单位：
华杰嘎查、胡杰嘎查、乌额格其嘎查、巴彦花嘎查、巴彦淖尔嘎查、巴彦绍荣嘎查、宝力根花嘎查、塔格塔图嘎查、巴格背嘎查和额默勒花嘎查。